# 1390
Năm 1390 là một năm trong lịch Julius.

## Sự kiện
- Tướng Trần Khát Chân nhà Trần giết được vua Chiêm Thành Chế Bồng Nga, chấm dứt sự xâm lấn Đại Việt của Chiêm Thành trong nhiều năm

## Mất
- Chế Bồng Nga, vị vua Chiêm Thành nhiều lần đánh thắng quân nhà Trần và tiến vào kinh đô Thăng Long nước Đại Việt